# Geranium discolor
Geranium discolor är en näveväxtart som beskrevs av Olive Mary Hilliard och Brian Laurence Burtt. Geranium discolor ingår i släktet nävor, och familjen näveväxter. Inga underarter finns listade i Catalogue of Life.